# 목신경고리
목신경고리(ansa cervicalis, 오래된 문헌에서는 종종 ansa hypoglossi), 또는 경신경고리, 경신경올가미는 목신경얼기의 일부인 신경 고리이다. 목동맥삼각 안에 있는 속목정맥의 앞쪽에 위치한다. 'Ansa cervicalis'라는 이름은 라틴어로 '목의 손잡이'라는 뜻이다.
목신경고리에서 나온 가지들은 복장방패근, 복장목뿔근, 어깨목뿔근과 같은 대부분의 목뿔아래근육을 지배한다. 목뿔아래근육 중 유일하게 방패목뿔근만이 목신경고리의 지배를 받지 않으며, 방패목뿔근은 목뿔위근육인 턱끝목뿔근과 함께 혀밑신경을 통해 C1 성분이 분포한다.

## 뿌리
위뿌리와 아래뿌리, 2개의 뿌리가 목신경고리를 형성한다.

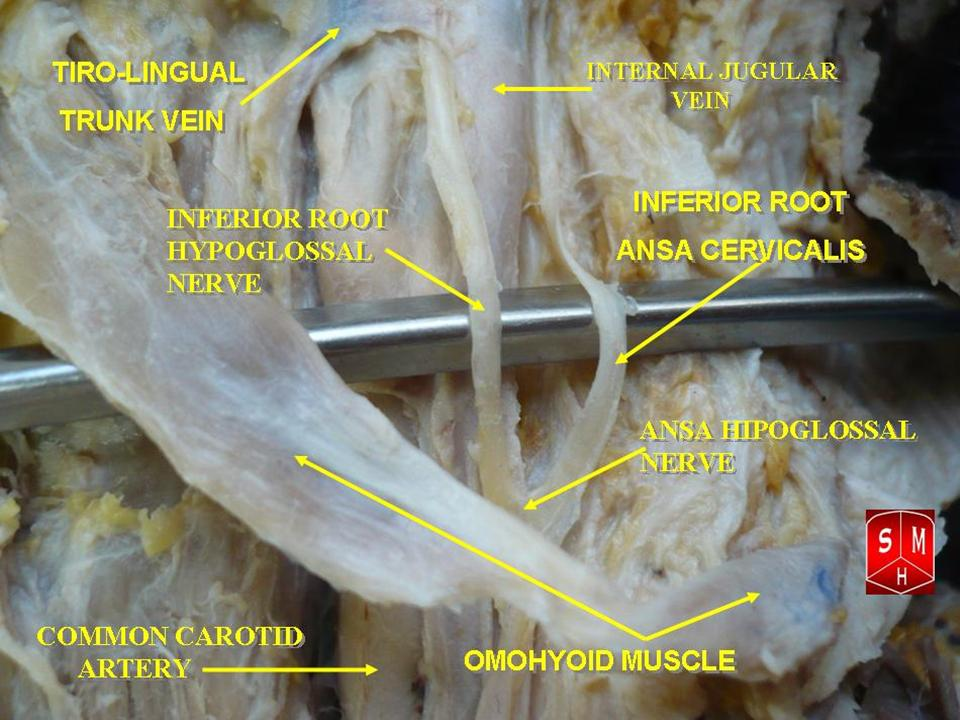
목신경고리

목신경고리의 위뿌리는 목신경얼기의 첫째목신경에서 형성된다. 이 신경 섬유는 목동맥삼각에서 분리되어 위뿌리를 형성하기 전에 혀밑신경을 통해 주행한다.
위뿌리는 뒤통수동맥 주변을 돌고 나서 목혈관신경집을 따라 내려간다. 이후 어깨목뿔근의 위힘살, 복장방패근, 복장목뿔근의 위쪽 부분으로 가지를 내고 아래 뿌리와 연결된다.
목신경고리의 아래뿌리는 척수신경인 C2, C3에서 나온 섬유에 의해 형성된다.
아래뿌리는 어깨목뿔근의 아래힘살, 복장방패근과 복장목뿔근의 아래 부분에 가지를 낸다.

## 추가 이미지

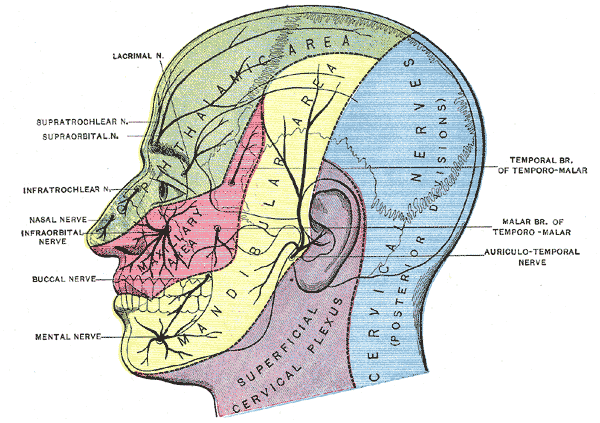
보라색으로 표시된 목신경얼기의 분포 부분.
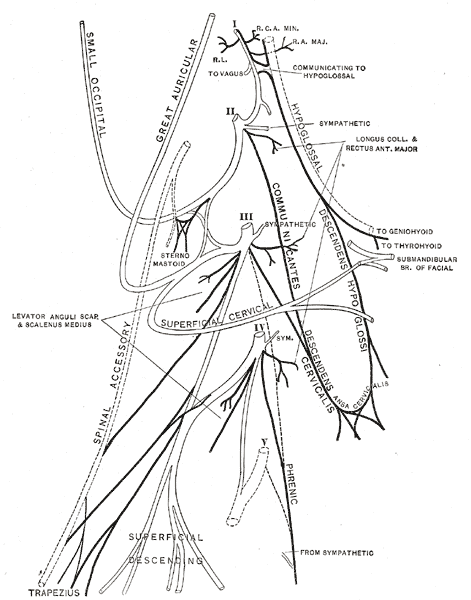
목신경얼기의 모식도.
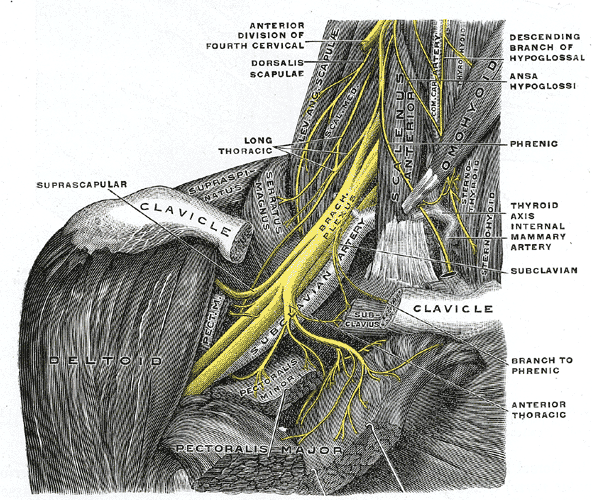
앞에서 본 오른쪽 팔신경얼기와 그 가지.
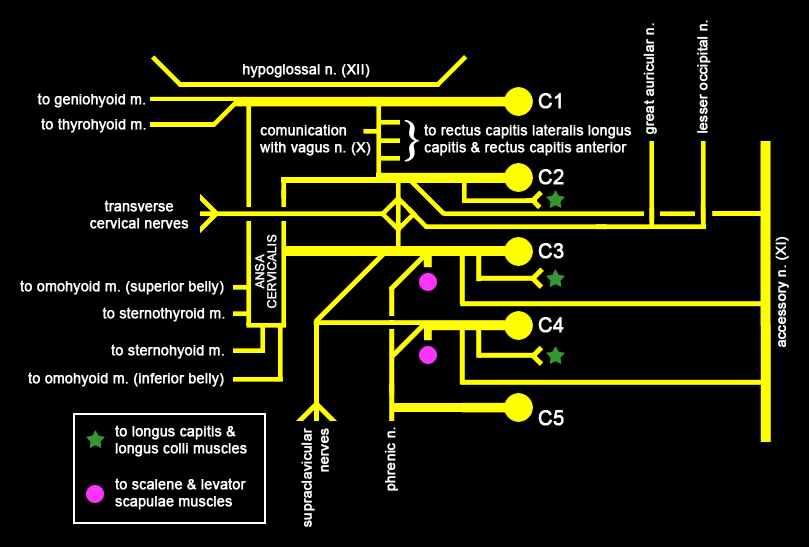
목신경얼기.
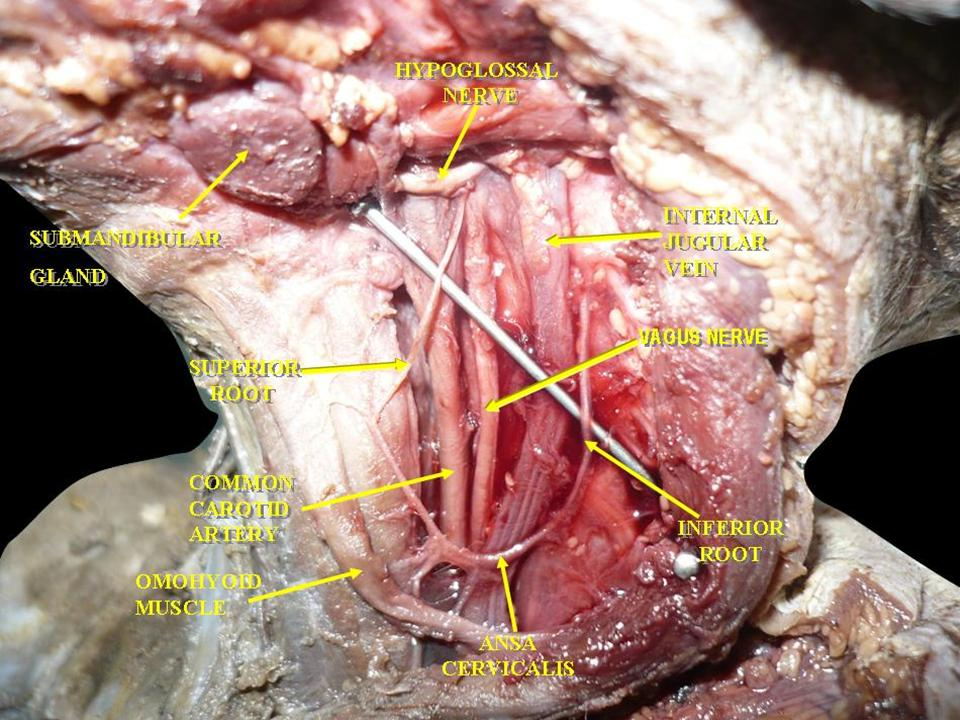
목의 근육, 동맥 및 신경. 신생아 해부.

## 참고 문헌
- "Ansa cervicalis." Stedman's Medical Dictionary, 27th ed. (2000). ISBN 0-683-40007-X
- Gray's Anatomy: The Anatomical Basis of Clinical Practice. (2005). ISBN 0-443-07168-3ISBN 0-443-07168-3